# Maliattha quadripartita
Maliattha quadripartita là một loài bướm đêm trong họ Noctuidae.